# Lletsó fi
El lletsó fi (Sonchus tenerrimus) és una espècie dins la família de les asteràcies. És originària de la regió mediterrània incloent tots els Països Catalans, però s'ha estès a altres parts del món.

## Descripció
És una planta herbàcia anual (teròfit) però ordinàriament és perenne, planta fràgil de fins a 80 cm d'alt. Les seves fulles estan molt dividides en molts lòbuls de formes variable. Les inflorescències porten capítols de flors amb bràctees glandulars de piloses a lanuginoses (com de llana). Tenen flòsculs disposats radialment amb l'estil i estigma de color bru verdós. Floreix tot l'any, de gener a desembre. El seu fruit és un aqueni de 2,5 a 3 mm amb un papus de 6 a 8 mm.

## Hàbitat
Es troba en erms, roquissers, sòls secs i assolellats. Des del nivell del mar als 1300 m d'altitud.

## Varietats
Als Països Catalans té dues varietats:
- a. Varietat tenerrimus: La de distribució general amb segments foliars relativament pocs nombrosos i distants entre ells
- a'. La Varietat pectinatus. Que es troba en penya-segats sobretot al migjorn valencià amb segments foliars nombrosos i poc distants entre ells.

## Noms vernacles
En tractar-se d'una planta tan comuna rep multitud de noms al llarg de tot el territori. Una petita mostra seria: lletsó bo (B), lletsó de paret (B), llensó de paret (B), llitsó bo (B), lletsó de paret (C), lletsó fi (C), lletissó (C), lletissons (C), lletsó de cadernera (C), lletsó de cameta de pardal (C), lletsó de cardina (C), lletsó de cingle (PV), lletsó de fulla de pic de pardal (PV), lletsó de marge (PV), lletsó de pastor (PV), lletsó menut (PV), lletsó rull (PV), lletsó ver (PV), pixallits (C), allicsó (PV), llantaïm (C), llecsó (C), llició (PV), llicsó de perdigot (PV), llicsó de perdiueta (PV), llinsó (PV), llitsó (PV), llixó (C), etc.

## Galeria

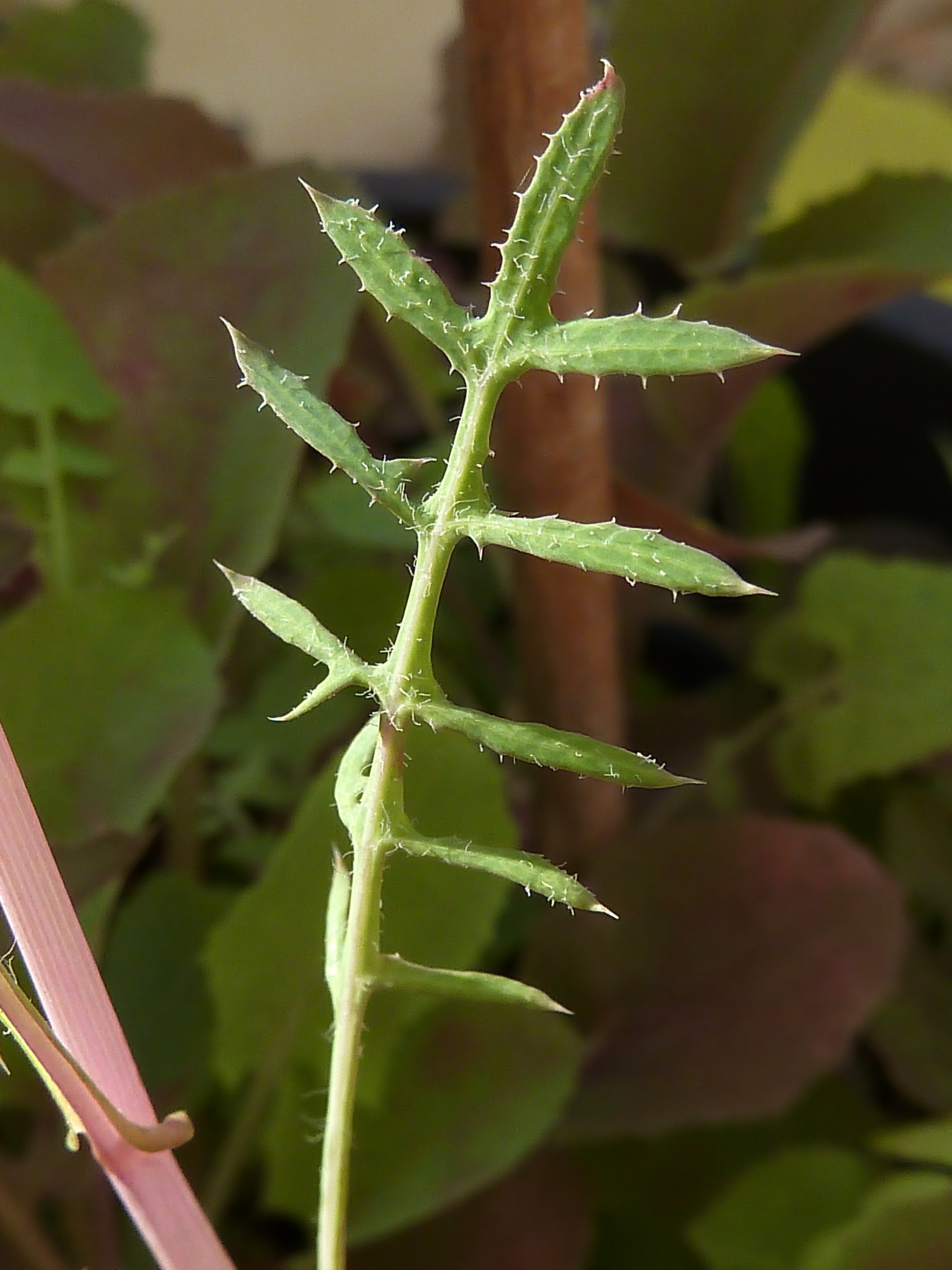
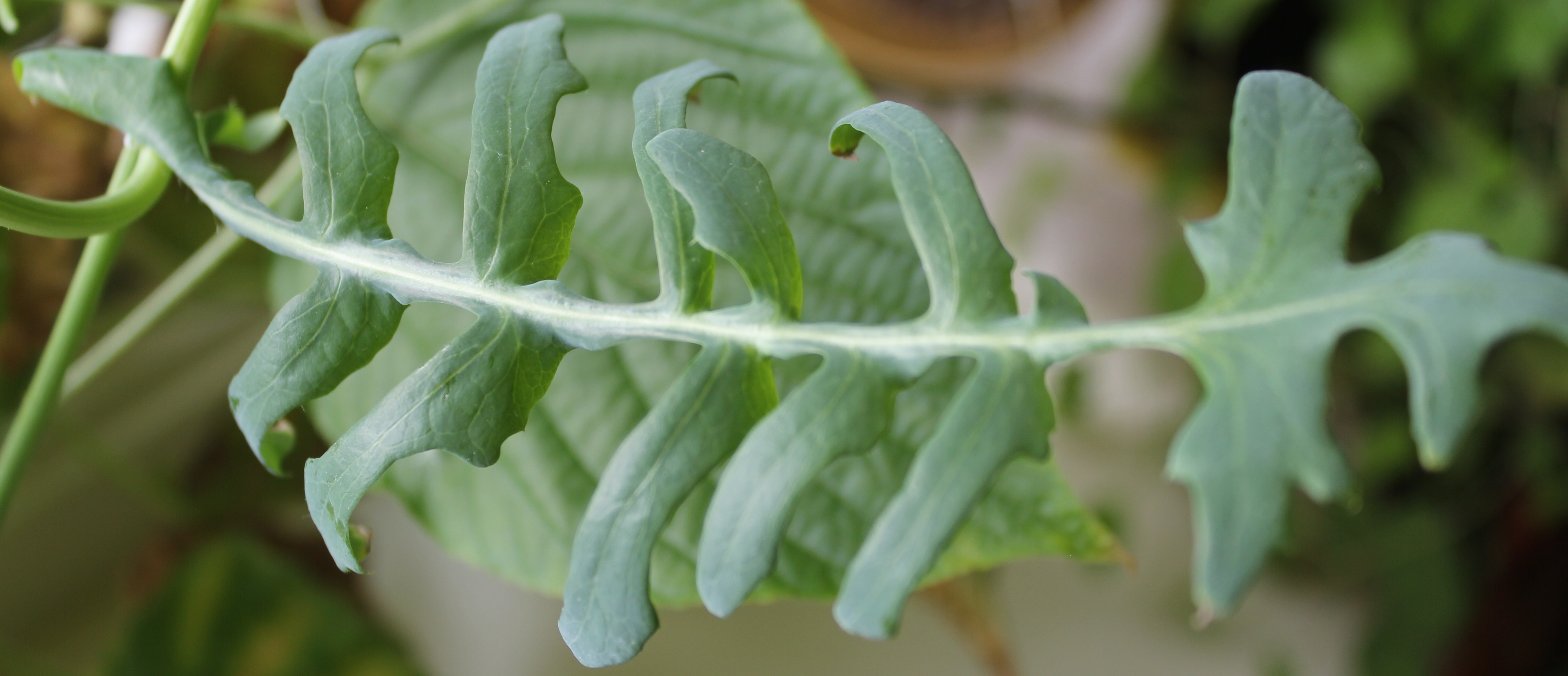
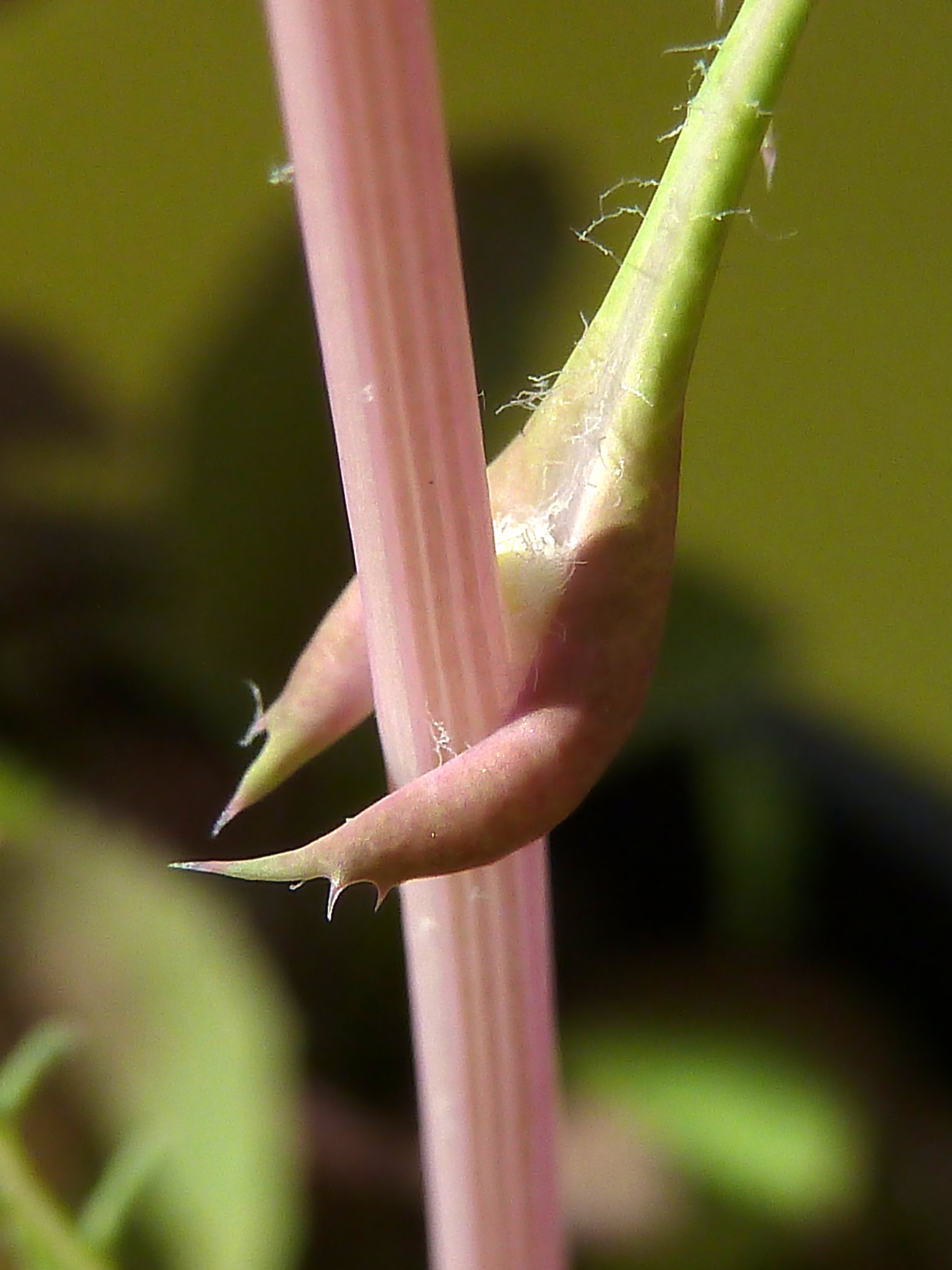
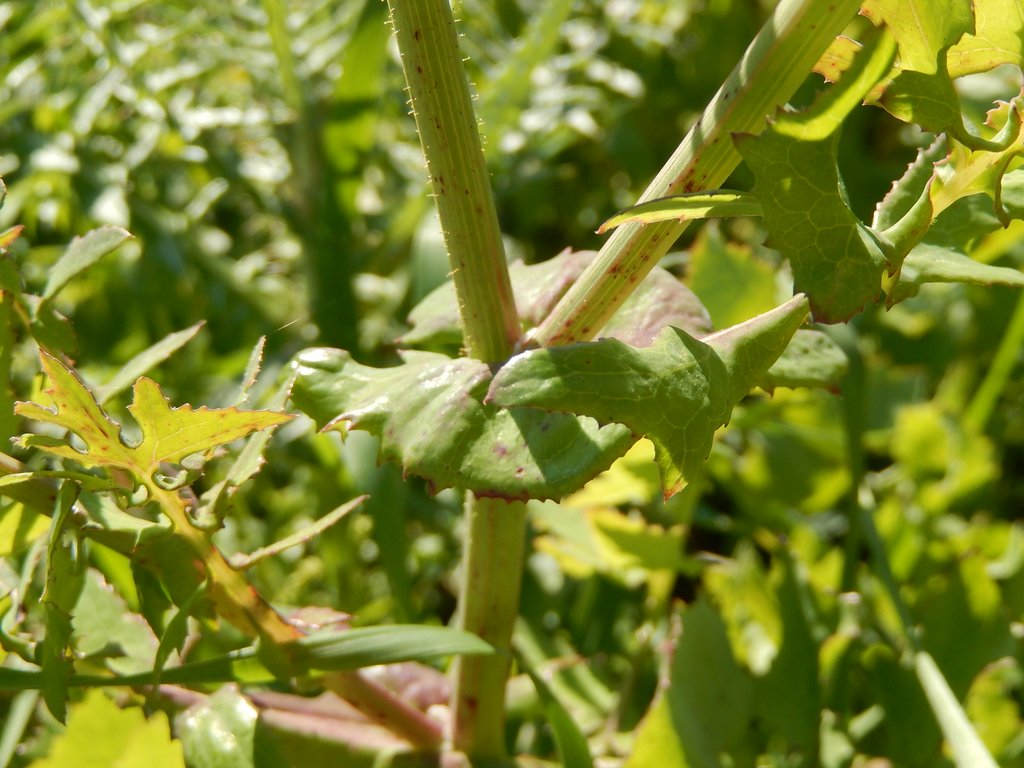
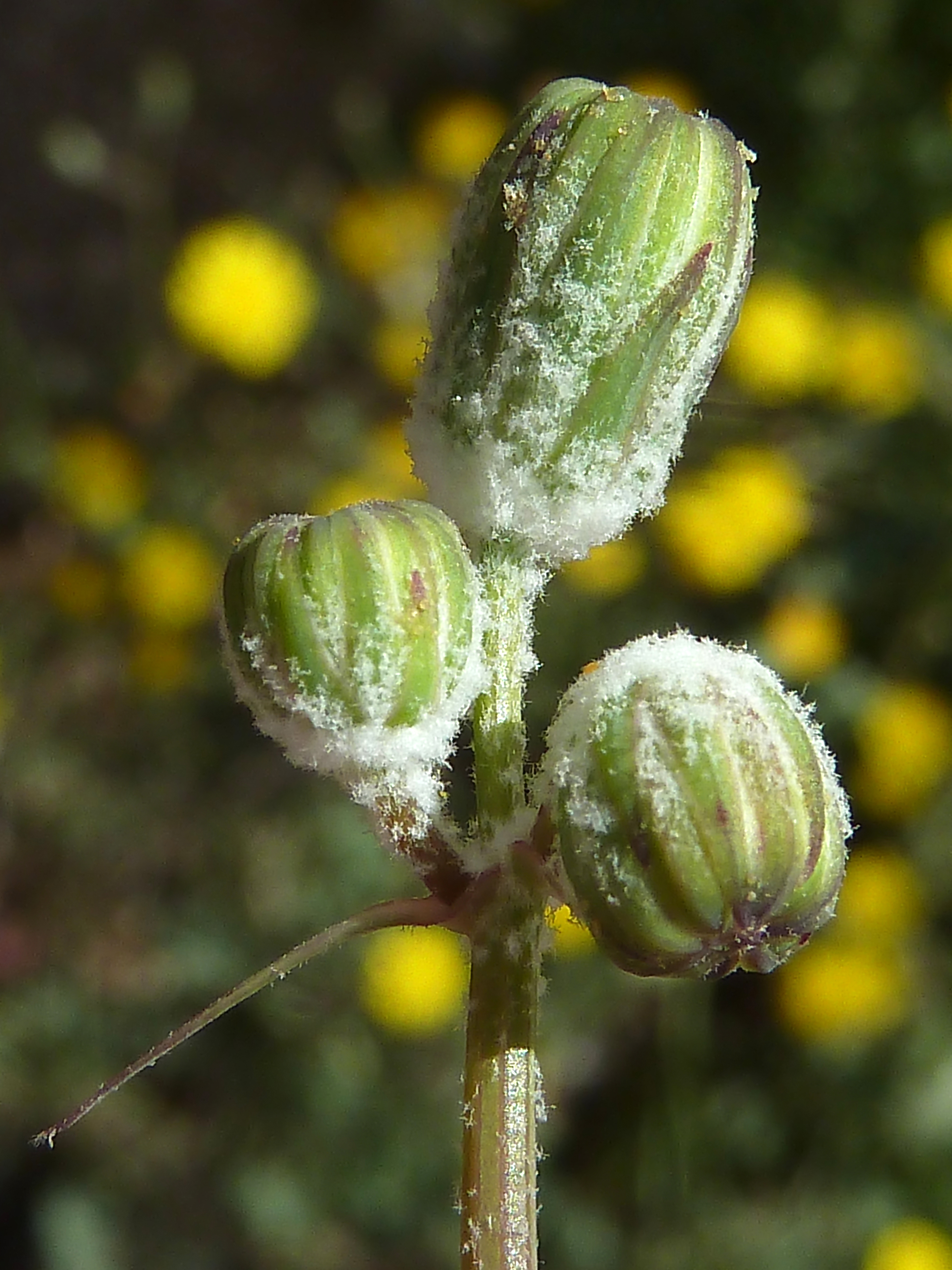
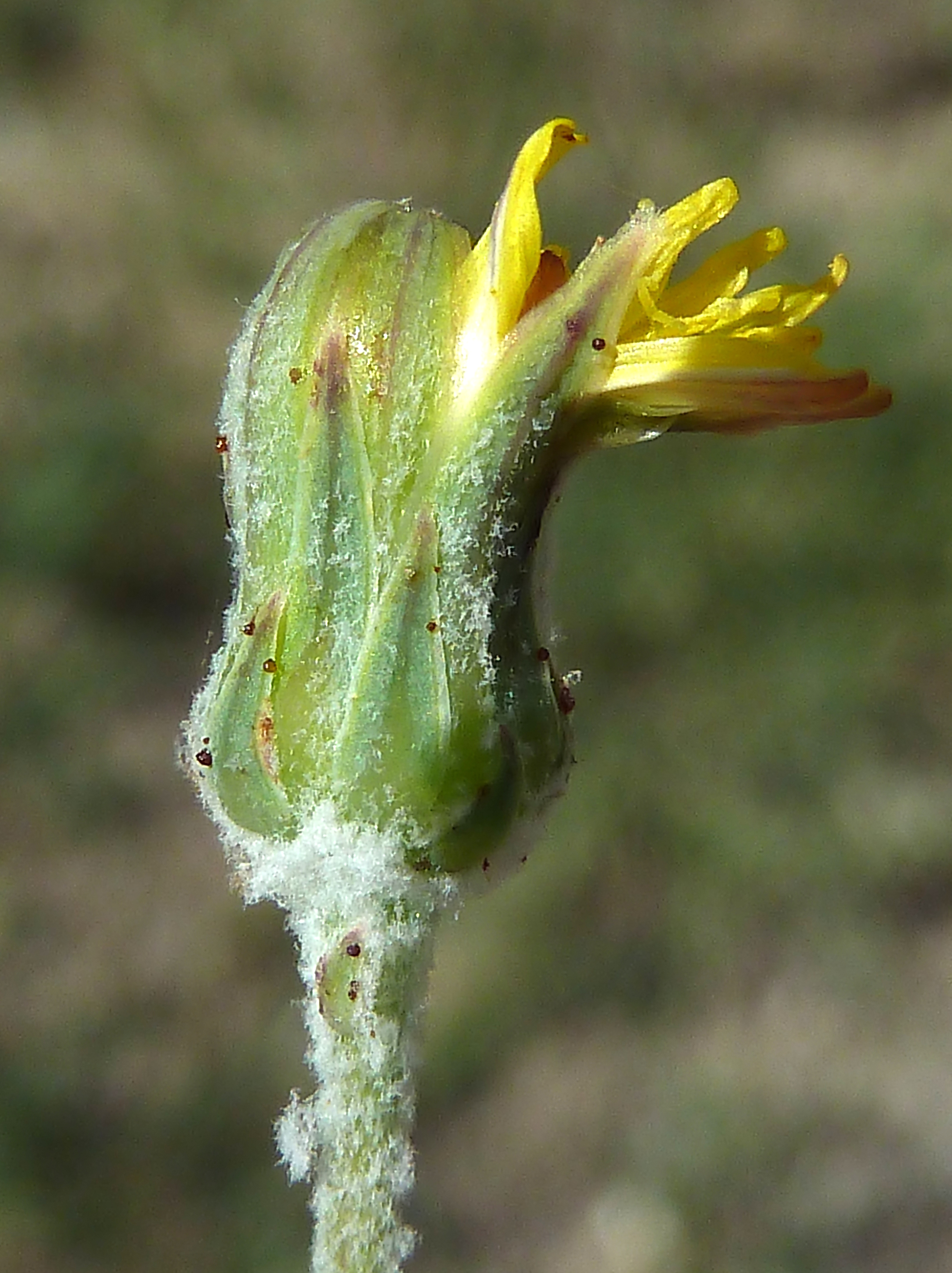
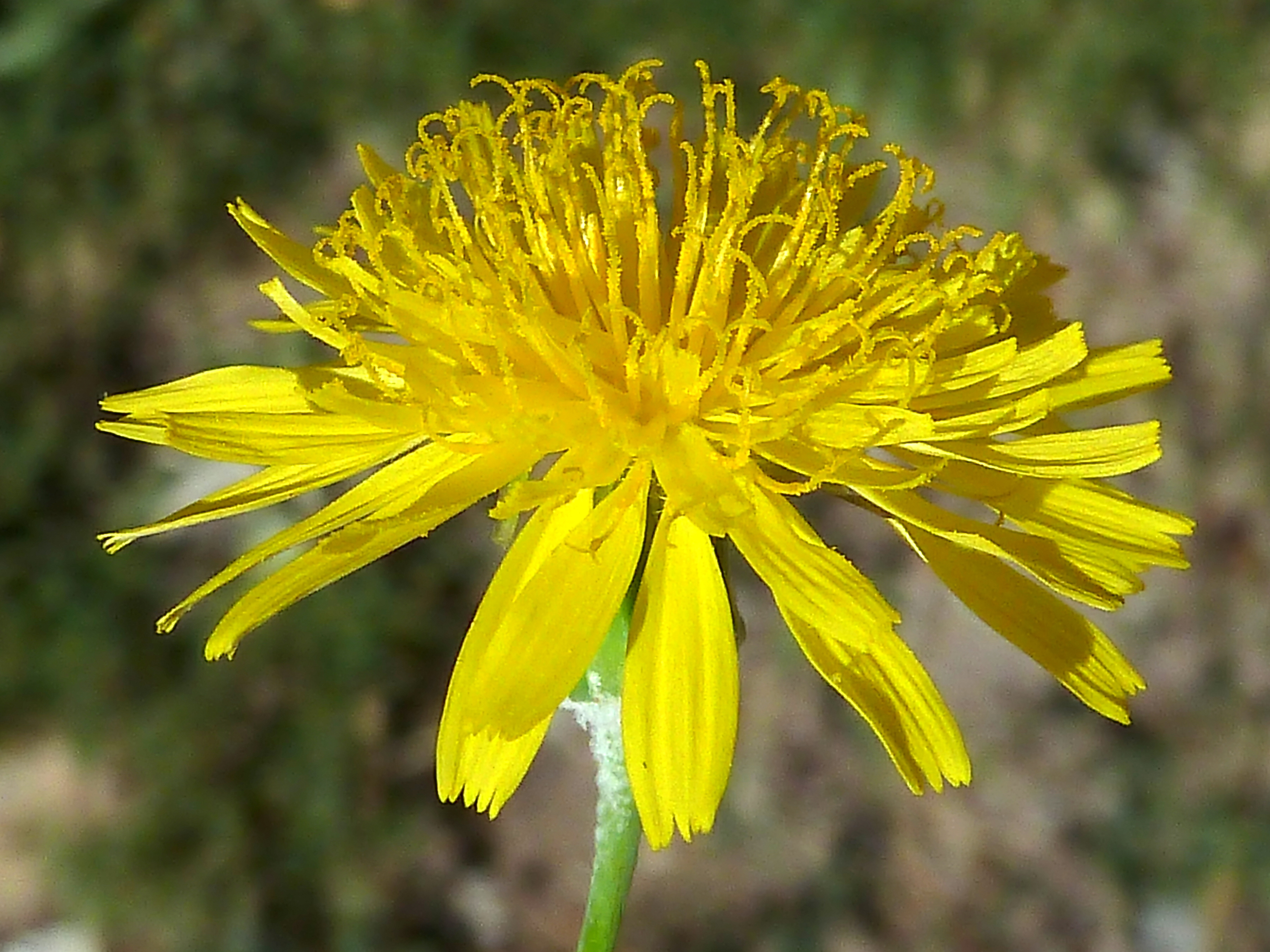
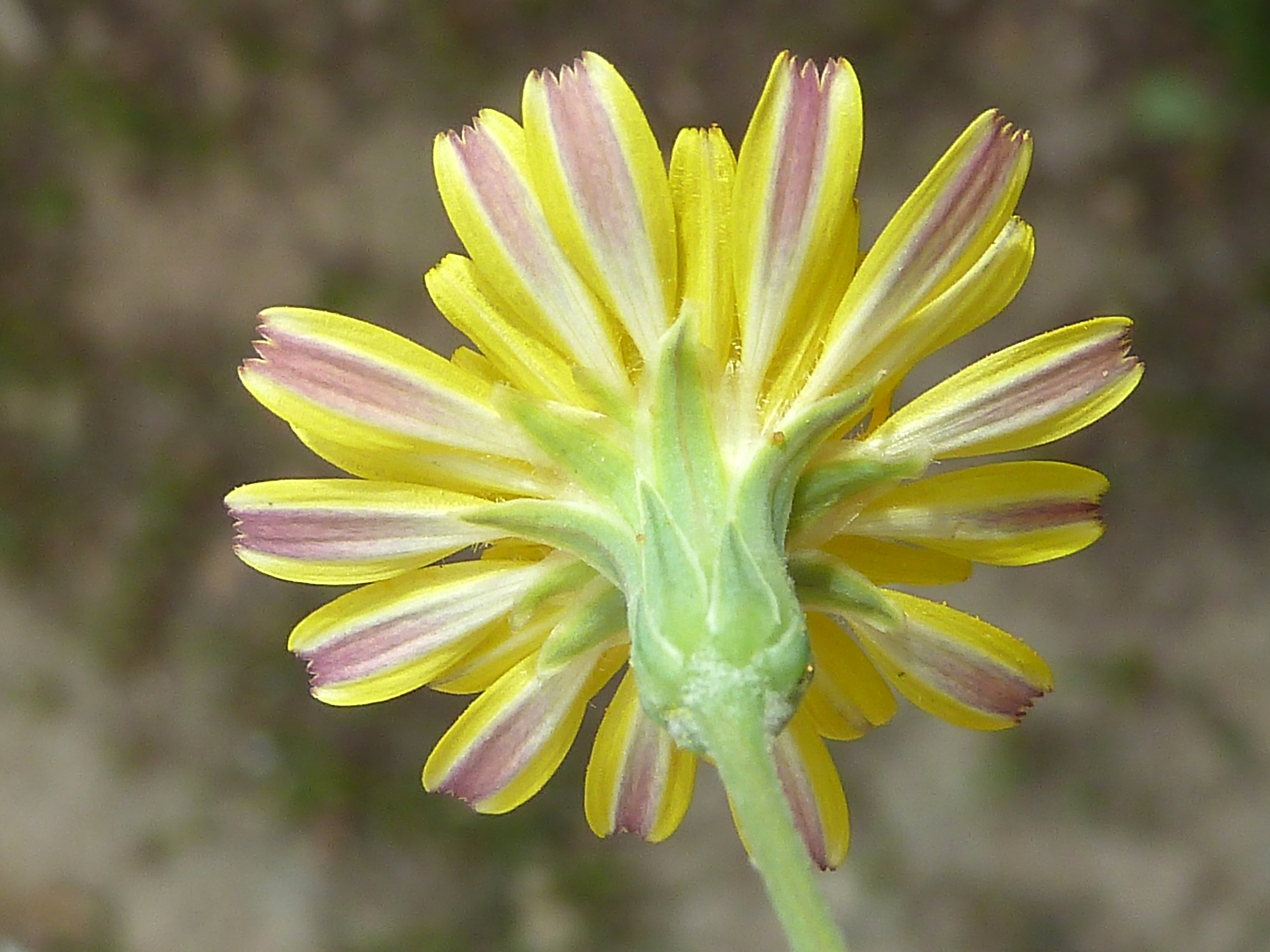
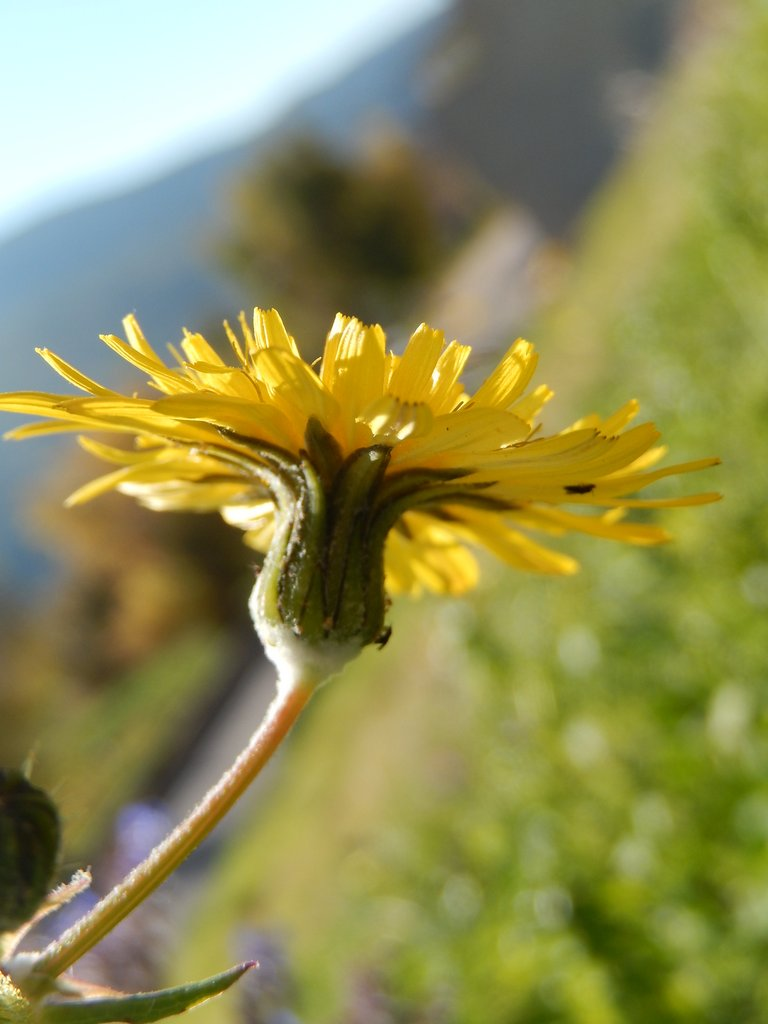
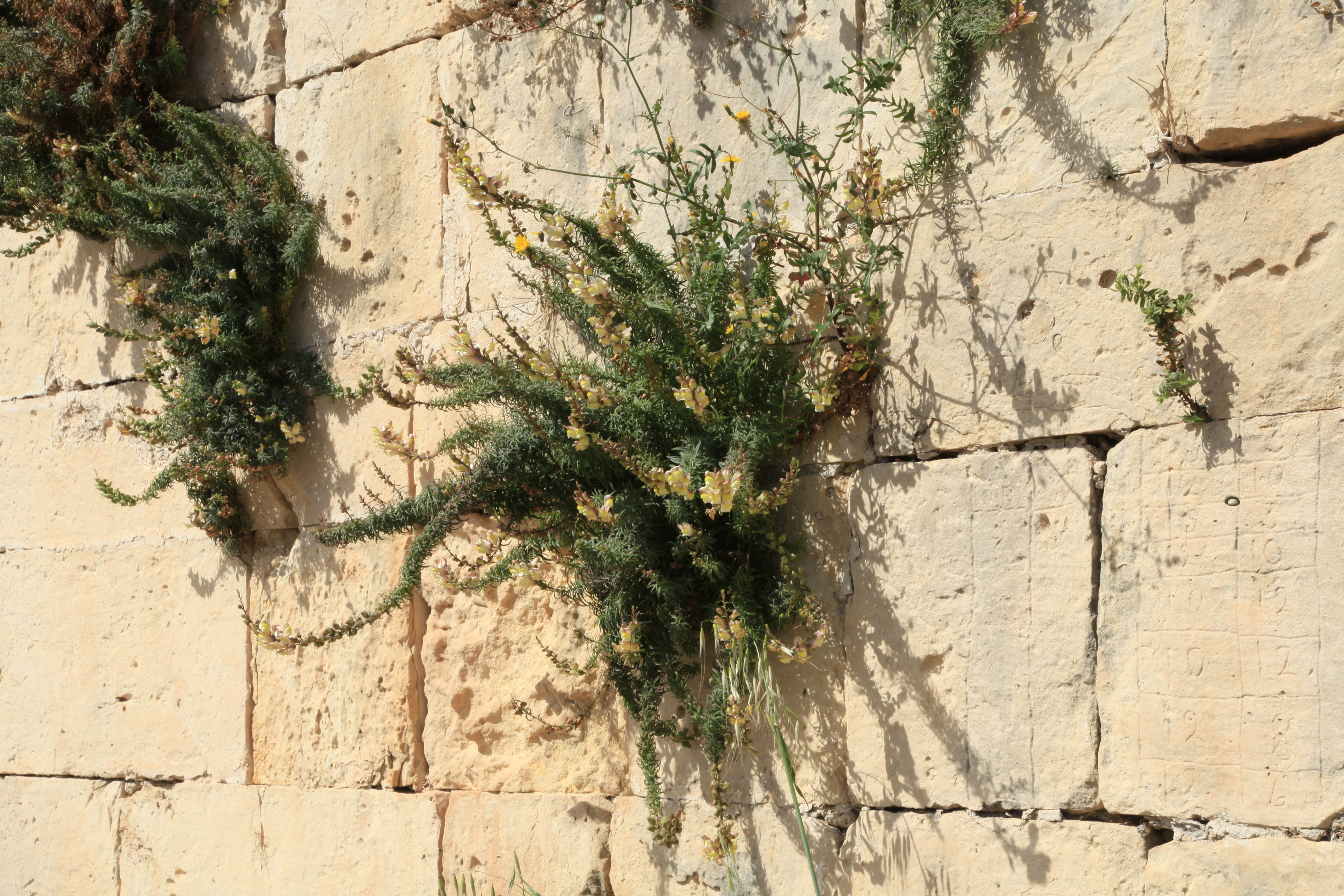
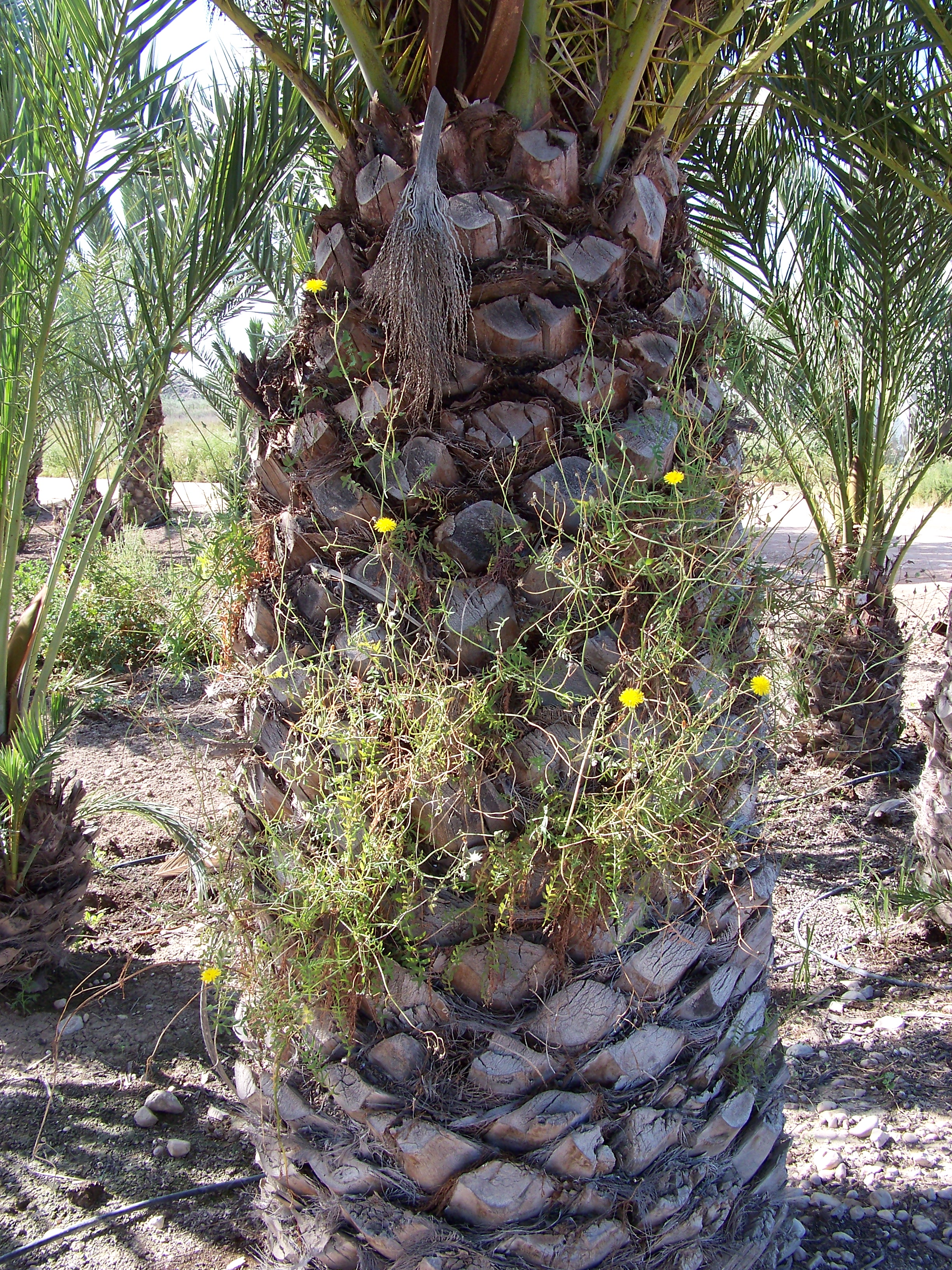
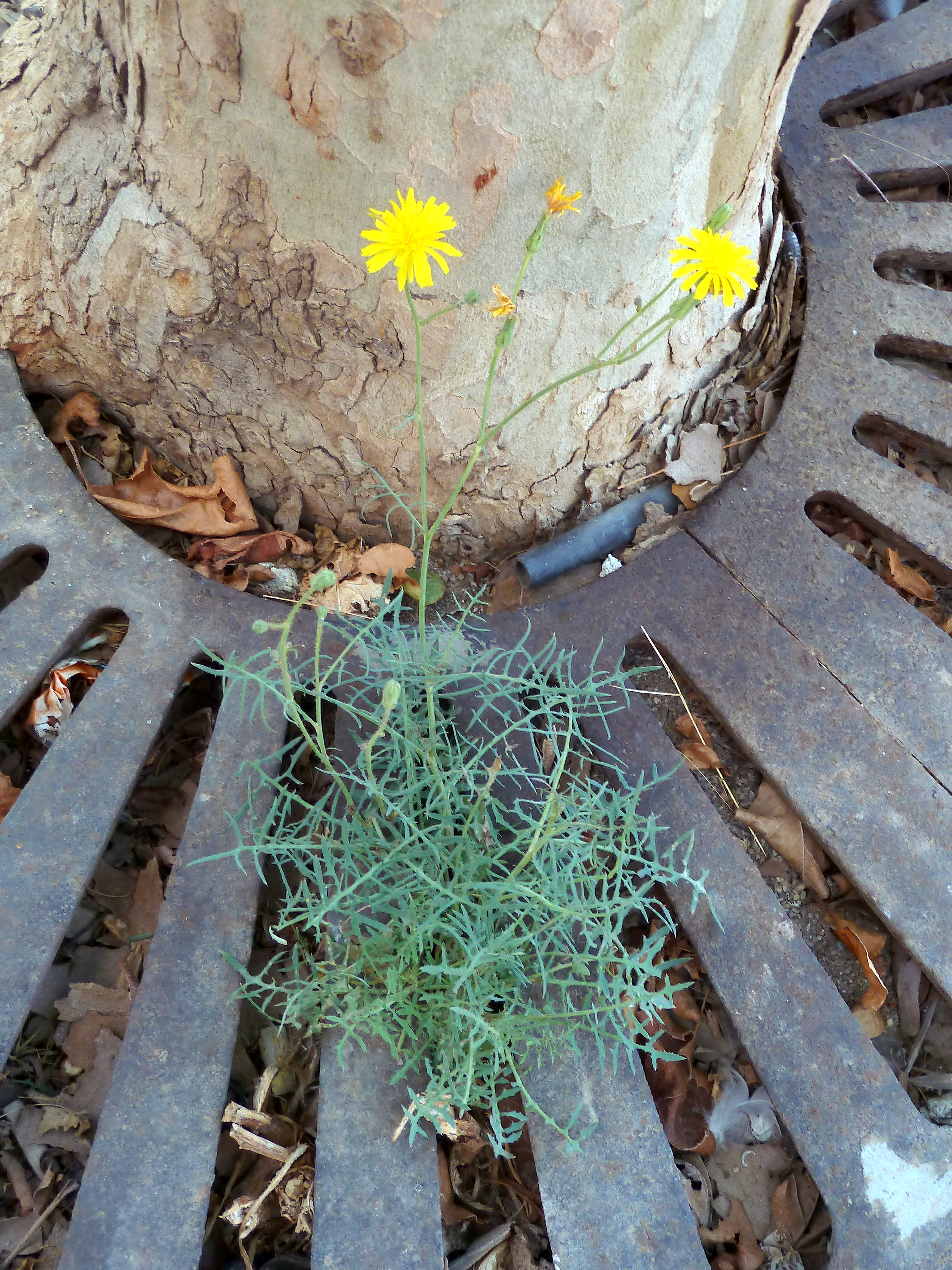